# Agro Industrie Recherches et Développements
Agro Industrie Recherches et Développements (ARD) est une entreprise de recherche et développement en biotechnologie. Le siège social de cette entreprise est actuellement situé route de Bazancourt à Pomacle dans la Marne.

## Historique
En 1983, les coopératives sucrières regroupées au sein d’ERD, mutualisent leurs moyens dans le but d’industrialiser les procédés de production d’éthanol à base de coproduits de la cristallisation du sucre.
En 1985, la structure évolue en intégrant la recherche et l’innovation dans le domaine de la purification et de l’utilisation du saccharose. ERD devant SRD pour Sucre Recherche et Développement. SRD crée Ethanol Recherches et Développements (ERD).
En 1989, les coopératives céréalières et Cristal Union décident de fusionner leurs moyens de recherche afin de créer un véritable centre de développement de procédés et de produits issus de la chimie du végétal : ARD (Agro Industrie Recherches et Développements).
En 1997, pour apporter leur soutien financier à l’innovation, plusieurs coopératives céréalières de Champagne-Ardenne (Champagne Céréales, Champagne Coligny, Cohésis, Coopérative Agricole de Juniville (CAJ), EMC2, Nouricia, SCA de Sézannes & Environs), se sont fédérées dans l’union Céréales Recherche et Développement (CRD) et sont ainsi entrées au capital d’ARD.
En 2000, Chamtor crée en 1992 et qui valorise et transforme le blé de sa région, a également rejoint ARD.
En juillet 2008, création de PROCETHOL 2G, co-entreprise détenue par ARD et IFP Énergies nouvelles. PROCETHOL 2G lance le programme Futurol avec un budget global de 76,4 millions d'euros, dont 29,9 millions d’euros attribués par Bpifrance.
En 2008, création de Fibres Recherche Développement (FRD)  qui a pour objectif de valoriser les fibres végétales avec la participation d’ard.
En 2009, mise en service du démonstrateur BioDemo financé par ARD avec le co-financement de la région Grand Est, du département de la Marne et du FEDER. C’est un démonstrateur permet de produire des lots industriels grâce à un bioréacteur de plus de 185 m3.
En 2010, création de WHEATOLEO, société française, qui propose des tensioactifs pour les marchés de la détergence, du secteur industriel et de la phytopharmacie. WHEATOLEO est filiale d’ARD et a pour objectif de valoriser le résultat des recherches d’ARD et  de valoriser les coproduits agricoles.
En 2014, ARD cède sa filiale Soliance, qui produit de l'autobronzant à base de luzerne, au groupe suisse Givaudan.
En février 2018, ARD et Éléphant vert créent la SAS NILE qui a pour vocation de « Trouver, développer et amener au marché les bio-intrants innovants » qui apporteront des solutions utiles et efficaces aux agriculteurs (débouchés, valorisation de leurs productions).
Le 1er novembre 2018, ARD, a repris la plateforme pilote de la société Procéthol-2G, située à Pomacle (51).
En 2021, pour anticiper le développement de son marché, la société ARD investit 10M€ sur son site de Pomacle dans l’objectif de doubler ses capacités de production. A la clé, pas loin d’une trentaine d’emplois seront créés.

## Données économiques
En 2020, ARD compte 95 salariés en France et réalise un chiffre d’affaires est de 15,3 millions d’euros.

## Critiques / Polémique
Le bioéthanol est parfois accusés de faire concurrence à l’alimentation humaine. Cet argument est étayé par la description faite du projet Futurol, implanté sur le site agro-industriel de Pomacle-Bazancourt. « Les biocarburants se tournent aujourd’hui vers une matière première “qui ne se mange pas”. Le projet Futurol, implanté sur le site agro-industriel de Pomacle-Bazancourt, en est l’illustration concrète. Le bioéthanol de deuxième génération produit par l’usine pilote de Procéthol 2G, la société porteuse du projet, utilise une multitude de ressources non comestibles.